# Ion Popescu-Gopo
Ion Popescu-Gopo (Bucarest, 1º maggio 1923 – Bucarest, 29 novembre 1989) è stato un regista e animatore rumeno.

## Biografia

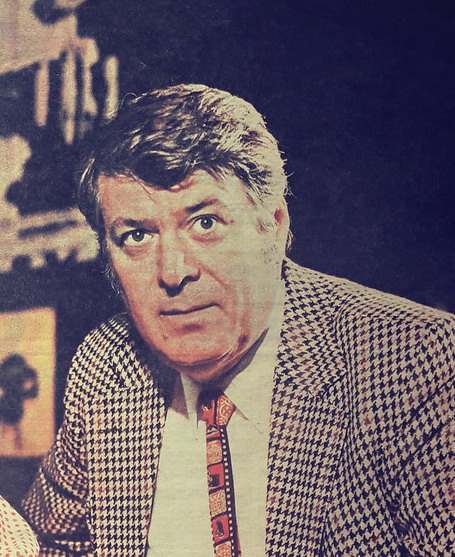
Ion Popescu-Gopo, 1983

Frequentò, senza mai diplomarsi, l'Accademia delle Belle Arti di Bucarest, oltre ad alcuni corsi di animazione a Mosca. Iniziò la carriera come designer e illustratore nel 1939, pubblicando su alcuni quotidiani. Nel 1949 esordì nell'industria cinematografica con "Punguța cu doi bani" (Borsa con due monete). Dal 1950 cominciò a lavorare per lo Studio Cinematografico di Bucarest nel dipartimento animazione, prima di passare ad un altro studio di animazione, Animafilm. Ideò un personaggio dei cartoni animati, un piccolo uomo nero e bianco, a volte definito "Il piccolo uomo di Gopo".
Ion Popescu-Gopo morì a Bucarest il 29 novembre 1989, poche settimane prima della rivoluzione rumena, a causa di un infarto mentre cercava di spingere la sua auto, bloccata nella neve, nel suo garage.

## Filmografia
- Rățoiul neascultător - cortometraggio (1951)
- Albina și porumbelul - cortometraggio (1951)
- 2 iepurași - cortometraggio (1952)
- Marinică - cortometraggio (1952)
- O muscă cu bani - animazione (1954)
- Ariciul răutăcios - animazione (1955)
- Șurubul lui Marinică - cortometraggio (1955)
- Fetița mincinoasă - cortometraggio (1956)
- Scurtă istorie - cortometraggio (1957)
- Galateea - cortometraggio (1957)
- Șapte arte - cortometraggio (1958)
- O poveste obișnuită... o poveste ca în basme - cortometraggio (1960)
- 1960 Homo sapiens
- 1962 Hanno rubato una bomba (S-a furat o bombă)
- 1962 Alo, Hallo!
- 1963 Pași spre lună
- 1965 Se fossi... il principe azzurro (De-aș fi... Harap Alb)
- 1966 Faust XX
- 1966 Pilula I
- 1967 Orașul meu
- 1967 Pământul oamenilor
- 1967 Pilule II
- 1968 De trei ori București (segmentul III)
- 1968 Sancta simplicitas
- 1969 Eu + Eu = Eu
- 1969 Sărutări
- 1972 Clepsidra
- 1974 Intermezzo pentru o dragoste eternă
- 1975 Unu, doi, trei...
- 1975 Comedie fantastică
- 1977 Povestea dragostei
- 1976 Study Opus 1 - Man
- 1977 Ecce Homo
- 1977 Infinit
- 1979 Trei mere
- 1980 Animagic film
- 1980 Energica
- 1980 Și totuși se mișcă aka E pur si muove
- 1981 Efectul unghiurilor
- 1981 Cadru cu cadru
- 1981 Maria, Mirabela (Maria Mirabela)
- 1982 Quo vadis homo sapiens?
- 1983 Tu
- 1983 Umor sportiv
- 1983 Salva
- 1984 Galax - omul păpușă
- 1985 Ucenicul vrăjitor
- 1985 Rămășagul
- 1986 Homo faber
- 1987 Amprenta
- 1987 Barca
- 1987 O zi la București
- 1989 - Maria și Mirabela în Tranzistoria

## Riconoscimenti

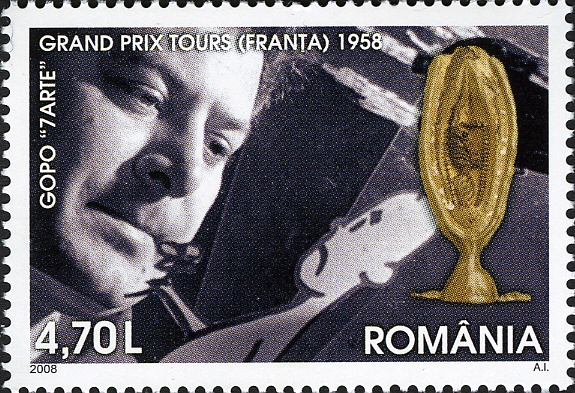
Ion Popescu Gopo su un francobollo rumeno del 2008

- Palma d'oro a Festival di Cannes del 1957 per il miglior cortometraggio (Scurtă istorie).[1][2][3]
- Premio come Miglior Regista per il film Se fossi... il principe azzurro (1965) al 4º Festival cinematografico internazionale di Mosca.[1]
- Nel 1969 e nel 1977 fu membro della giuria del Festival cinematografico internazionale di Mosca.[1]